# أنطونيو كول
أنطونيو كول (بالإسبانية: Antonio Coll)‏ مواليد 6 أبريل 1959 في ساباديل، إسبانيا، هو دراج إسباني سابق.

## روابط خارجية
- أنطونيو كول على موقع أرشيف الدراجات (الإنجليزية)
- أنطونيو كول على موقع إحصائيات الدراجات الإحترافية (الإنجليزية)
- أنطونيو كول على موقع CycleBase (الإنجليزية)